# هوهنبرگ ان در اگر
شهر هوهنبرگ ان در اگردر ایالت بایرن در کشور آلمان واقع شده‌است.